# Cyathophorella spinosa
Cyathophorella spinosa là một loài rêu trong họ Daltoniaceae. Loài này được Müll. Hal. M. Fleisch. mô tả khoa học đầu tiên năm 1908.